# 鵰 (紋章學)
鵰在紋章上可以出現在盾面、支撐物或頂飾上。廣泛出現於全球歷史，從古代阿契美尼德帝國到現代的印尼國徽都可以看到。歐洲使用鵰作為徽章主要和羅馬帝國與福音書作者約翰有關。

## 現代用法
現在於德國、美國、俄羅斯、奧地利、波蘭、羅馬尼亞、阿拉伯諸國作為國徽使用。

## 外部連結
- The Arms of Byzantium （页面存档备份，存于）
- Birds of prey in Early Greek Art （页面存档备份，存于）
- Arthurian Heraldry （页面存档备份，存于）
- Eagles on AssumeArms.com
- Fleur-de-lis designs
- A Glossary of Terms used in Heraldry by James Parker （页面存档备份，存于）
- International Civic Heraldry
- Pimbley's Dictionary of Heraldry – E
- QM Web (Quartermaster Museum)
- Russian College of Heraldry